# Best Effort
Best Effort („größte Bemühung“) bezeichnet eine minimalistische Dienstgüte-Zusicherung in Telekommunikationsnetzen. Der Betreiber des Netzes sagt dessen Benutzern zu, eingehende Übermittlungsanfragen schnellstmöglich und im Rahmen der ihm zur Verfügung stehenden Ressourcen nach besten Möglichkeiten zu bedienen. Best effort ist somit eine pauschale Qualitätszusicherung, im Zusammenhang mit abgestuften Formen spricht man von Quality of Service.
In paketvermittelnden Netzen bedeutet best effort alle eintreffenden Pakete weiterzuleiten, solange im Netz noch freie Übertragungskapazität vorhanden ist. Eine fehlerfreie und vollständige Übermittlung ist dabei nicht garantiert. Ist die Kapazität an einer bestimmten Stelle des Übertragungspfads ausgelastet, kommt es unweigerlich zu einem Stau (congestion). Es bleibt dem Benutzer bzw. übergeordneten Protokollen wie TCP (vgl. OSI-Modell) überlassen, dafür zu sorgen, nach einer zeitweiligen Unterbrechung der Übertragung die Kommunikation wieder aufzunehmen. Ein Beispiel für ein Best-Effort-Netzwerk ist das heutige Internet mit seinem Internet-Protokoll.